# مارتن وان ماروم
 مارتن وان ماروم (هلندی: Martin van Marum؛ زاده ۲۰ مارس ۱۷۵۰ درگذشته ۲۶ دسامبر ۱۸۳۷) یک نمایشگاه‌گردان، پزشک، فیزیک‌دان، و شیمی‌دان اهل هلند بود.